# New York 1997
Pour les articles homonymes, voir New York (homonymie).
Série
Los Angeles 2013
(1996)
Pour plus de détails, voir Fiche technique et Distribution.
New York 1997 (Escape from New York) est un film de science-fiction américain réalisé par John Carpenter et sorti en 1981.
Le film se déroule dans un avenir proche (par rapport à la sortie du film) où l'augmentation du crime aux États-Unis conduit à transformer l'île de Manhattan à New York en une prison à sécurité maximale. Le légendaire fugitif et ancien soldat Snake Plissken (interprété par Kurt Russell) a vingt-quatre heures pour retrouver le président des États-Unis (Donald Pleasence), qui a été capturé par les détenus après le crash d'Air Force One sur l'île, à la suite d'un attentat.
John Carpenter écrit le film au milieu des années 1970, en réaction au scandale du Watergate. Après le succès de Halloween : La Nuit des masques (1978), le réalisateur a suffisamment de crédit pour tourner son projet, avec un budget estimé à 6 millions de dollars. Le tournage se déroule principalement à Saint-Louis (Missouri). Le scénario est coécrit avec Nick Castle, qui avait déjà collaboré avec John Carpenter, en interprétant Michael Myers dans La Nuit des masques.
New York 1997 sort en France en juin 1981 et aux États-Unis en juillet 1981. Bien accueilli par la critique, le film est un succès commercial, récoltant plus de 25 millions de dollars au box-office. Il est nommé dans quatre catégories aux Saturn Awards 1982, dont celle du meilleur film de science-fiction et de la meilleure réalisation. Le long métrage est devenu au fil du temps un « film culte », notamment grâce au personnage de l'anti-héros Snake Plissken. John Carpenter écrit et réalise une suite quinze ans plus tard, en 1996, Los Angeles 2013, dans laquelle Kurt Russell reprend son rôle. Un troisième a un temps été envisagé.

## Synopsis
En 1988, à la suite de l'explosion de la criminalité aux États-Unis, l'île de Manhattan, un des arrondissements de la ville de New York est transformée en une « île-prison », une sorte de pénitencier à ciel ouvert. En 1997, la criminalité continuant d'augmenter, Manhattan est constamment surveillée par les forces de police. Elle est entourée par un haut mur de confinement et des mines ont été placées sur les ponts reliant l'île au continent, rendant toute fuite des criminels impossible.
Alors que le président des États-Unis John Harker se rend à une importante conférence internationale, son avion Air Force One est détourné par des terroristes. Le président, muni d'un bracelet-émetteur radio et porteur d'une importante cassette audio concernant des secrets sur la production d'électricité par fusion nucléaire, parvient à s'enfuir en s'éjectant de l'avion présidentiel à bord d'une capsule de survie. Mais celle-ci atterrit au cœur de l'île de Manhattan et le président est capturé par les prisonniers de l'île, lesquels ordonnent aux forces de l'ordre accourues de déguerpir.
Bob Hauk, responsable de la sécurité de la police new-yorkaise, fait alors appel à Snake Plissken, un ancien membre des forces spéciales devenu un redoutable hors-la-loi. Il lui donne vingt-quatre heures pour sauver le président, en échange du pardon pour ses crimes. Snake accepte alors la mission, à contrecœur. Mais avant qu'il parte, Hauk prend soin de lui faire injecter de microscopiques capsules explosives. Celles-ci détruiront ses artères carotides s'il tente de s'enfuir, et ne peuvent être désamorcées qu'au cours des quinze dernières minutes par des rayons X. S'il revient avec le président et la cassette à temps pour le sommet, Bob Hauk acceptera de les faire neutraliser.
Envoyé vers l'île de Manhattan à bord d'un planeur, Snake se pose sur le toit d'une des tours jumelles du World Trade Center. Il se rend ensuite à l'extérieur de l'immeuble où il localise les débris de l'avion présidentiel, ainsi que la capsule de survie. Suivant le signal-radio du bracelet-émetteur du président, il le localise dans un théâtre mais s'aperçoit alors que le porteur du bracelet est un prisonnier qui a volé la montre.
Épaulé par Cabbie, un prisonnier de l'île chauffeur de taxi et féru de jazz qu'il écoute sur son magnétophone, Snake poursuit ses recherches et finit par apprendre que le président est retenu prisonnier par le « Duc », une personnalité influente et crainte dans l'île. Il entre ensuite en contact avec Brain, un ancien complice de Snake qui possède un plan des mines placées sur les ponts. Snake force Brain et sa petite amie Maggie à le conduire au repaire du Duc, à Grand Central Station. Après avoir tenté de libérer le président, il est capturé par les hommes de main du Duc et il est ensuite forcé de se battre sur un ring avec le champion de l'île, combat qu'il remporte de justesse.
Pendant ce temps, Brain et Maggie trouvent une astuce pour libérer le président, tuant les gardes qui le surveillaient. Informé, le Duc ordonne à son gang de pourchasser les intrus. Dans la confusion, Snake en profite pour s'enfuir et active un récepteur caché dans un bracelet que Hauk lui avait donné. Il parvient à retrouver le trio.
Le petit groupe tente d'abord de rejoindre le planeur de Snake, resté au sommet du World Trade Center, mais n'arrive pas suffisamment tôt pour embarquer, pris de court par les hommes du Duc qui font tomber l'appareil du gratte-ciel. Rejoints par Cabbie, qui se retrouve en possession de la cassette audio du président après l'avoir échangée avec l'un des sbires du Duc, les fugitifs se dirigent alors vers le pont de Queensboro, protégé par les mines, poursuivis par les hommes du Duc. Au cours de leur fuite, Snake consulte le décompte sur son bracelet et n'entend pas une des directions indiquée par Brain. Le taxi dans lequel ils circulent saute alors sur une mine, l'explosion tue Cabbie sur le coup, et les survivants sont obligés de s'enfuir à pied. Peu après, Brain est lui aussi tué par une mine tandis que Maggie, qui refuse de partir sans lui, essaie de tirer sur le Duc alors que ce dernier arrive en voiture et meurt écrasée par le véhicule.
Malgré tout, le président et Snake parviennent à atteindre le mur d'enceinte de l'île-prison, où les gardes leur font descendre une échelle de corde pour les évacuer. Cependant, le Duc accourt et freine l'ascension de Snake en se battant avec lui. Mais le président, après avoir réussi à atteindre le sommet du mur, abat son ancien tortionnaire d'une rafale de mitraillette. Snake le rejoint et sauve sa peau, Bob Hauk ayant accepté que soient neutralisés les explosifs contenus dans son corps.
Le président remercie Snake de l'avoir sauvé puis se prépare à faire un important discours télévisé. Quand Snake lui demande comment il se sent alors que plusieurs personnes ont été tuées pour le sauver, le chef de l'État ne manifeste pas la moindre empathie. Écœuré par son cynisme et par son manque de considération, Snake intervertit les bandes de la cassette en substituant celle des secrets nucléaires, qu'il a récupérée pendant sa mission, à celle de musique de jazz de Cabbie. C'est alors un désastre et une grande surprise pour le président lors de son allocution lorsqu'il fait écouter la bande à ses interlocuteurs.
Après avoir obtenu la grâce de ses anciens crimes, Snake quitte enfin les lieux, détruisant la cassette contenant les secrets nucléaires.

## Fiche technique
- Titre français : New York 1997
- Titre original : Escape from New York[n 1]
- Réalisation : John Carpenter
  - Assistant : Larry Franco
- Scénario : John Carpenter et Nick Castle
- Musique : John Carpenter et Alan Howarth
- Direction de la photographie : Dean Cundey
- Son : Gregg Landaker, Steve Maslow, Bill Varney, Thomas Causey et David Yewdall
- Montage : Todd C. Ramsay
- Effets visuels : James Cameron, Austin McKinney, Robert Skotak, Dennis Skotak et George D. Dodge
- Décors : Joe Alves
- Costumes : Stephen Loomis
- Cascades : Dick Warlock
- Production : Larry Franco et Debra Hill
  - Production associée : Barry Bernardi
- Sociétés de production : AVCO Embassy Pictures, International Film Investors, Goldcrest Films International et Major Studio Partners
- Société de distributions : AVCO Embassy Pictures (Etats-Unis), Parafrance Films (France)
- Budget : 6 millions de dollars[3],[1]
- Pays de production :  États-Unis
- Langue originale : anglais
- Format : couleur (Metrocolor) — 35 mm — 2,35:1 — son Dolby Stéréo
- Genre : action, science-fiction, anticipation, dystopie
- Durée : 99 minutes
- Dates de sortie en salles[4] : 
  - France : 24 juin 1981
  - États-Unis : 10 juillet 1981
- Classification[5],[6] :
  - États-Unis : R - Restricted[n 2]
  - France : tous publics
- Affiche : René Ferracci (France)

## Distribution
- Kurt Russell (VF : Patrick Floersheim) : Snake Plissken
- Lee Van Cleef (VF : Edmond Bernard) : Bob Hauk
- Donald Pleasence (VF : Henri Poirier) : le président des États-Unis
- Ernest Borgnine (VF : Jacques Deschamps) : Cabbie
- Isaac Hayes (VF : Med Hondo) : le « Duc » de New York
- Harry Dean Stanton  (VF : Jacques Balutin) : Harold « Brain » Hellman
- Adrienne Barbeau (VF : Béatrice Delfe) : Maggie
- Tom Atkins (VF : Michel Bardinet) : Rehme
- Charles Cyphers (VF : Sady Rebbot) : le secrétaire d'État
- Frank Doubleday (VF : Bernard Tiphaine) : Romero
- John Strobel : Cronenberg
- Ox Baker (en) : Slag
- George Buck Flower : l’ivrogne
- Nancy Stephens : l'hôtesse de l'air
- Steven Ford : un membre du Secret Service
- Rodger Bumpass : un danseur
- John Diehl : un punk
- Season Hubley (en) : la fille dans le bar Chock Full O'Nuts
- Jamie Lee Curtis (VF : Béatrice Delfe) : la narratrice / une voix d'ordinateur (non créditée)
- John Carpenter : un membre du Secret Service / un pilote d'hélicoptère / un joueur de violon (voix, non crédité)
- Nick Castle : un pianiste (non crédité)
- Debra Hill : une voix d'ordinateur (non créditée)

## Production

### Genèse
John Carpenter écrit le scénario de New York 1997 en 1976 dans la foulée du scandale du Watergate. Aucun studio n'en voulait parce que, selon lui, il était « trop violent, trop effrayant, trop bizarre ».
John Carpenter a également été inspiré par le film Un justicier dans la ville, qui était très populaire à l'époque. Il n'était pas d'accord avec la philosophie de ce film mais a beaucoup aimé la façon dont il transmet la sensation que New York est une sorte de jungle et voulait faire un film de science-fiction dans ce sens. La transformation de la ville de New York en gigantesque prison n'est pas sans rappeler, six ans avant la sortie du film, l'évacuation de la capitale du Cambodge, Phnom Penh, et sa transformation en une prison d'État par les Khmers rouges, dans ce qui reste de Phnom Penh. Surnommé S-21, ce centre de détention vit passer, entre 1975 et 1979, plus de 20 000 détenus, dont sept seulement survécurent.
Les personnages Cronenberg et Romero sont des hommages aux réalisateurs David Cronenberg et George A. Romero. À sa sortie, le film fait également écho à la crise des otages américains en Iran.

### Attribution des rôles
Avco-Embassy Pictures, la société de production qui finance le film, préférait les acteurs Charles Bronson et Tommy Lee Jones, pour incarner le rôle de Snake Plissken. Carpenter refusa Bronson pour le rôle parce qu'il était trop vieux et qu'il était inquiet de perdre le contrôle du tournage. D'autres acteurs comme Jeff Bridges, Kris Kristofferson ou encore Nick Nolte furent sollicités pour le rôle, mais Carpenter insista pour que Kurt Russell, avec lequel il avait travaillé sur Le Roman d'Elvis, interprète Plissken. Ce dernier essayait de venir à bout de son image légère due aux comédies Disney qu'il avait tournées auparavant.
Alors que les studios ont émis les noms de Kirk Douglas, Burt Lancaster ou encore William Holden, John Carpenter a choisi Lee Van Cleef car il est fan des films de Sergio Leone.
D'abord réticent après lecture du scénario, Ernest Borgnine accepte le rôle du chauffeur de Taxi au souhait de John Carpenter. Borgnine est par ailleurs le seul acteur du casting à être lauréat d'un Oscar.
La voix off en début de film est assurée dans la version originale par l'actrice Jamie Lee Curtis, qui avait précédemment tourné sous la direction de John Carpenter dans La Nuit des masques (1978) et Fog (1980).

### Tournage
C'est dans la ville de Saint-Louis dans le Missouri, dont le centre avait été victime d'un grand incendie en 1976 qu'a été tournée la majeure partie du film,. Le tournage a commencé en août 1980 pour finir en novembre.
Certaines scènes sont tournées en Californie : à l’Art Center College of Design de Pasadena, à la California Institute of the Arts de Valencia, l'université du Sud de la Californie de Los Angeles, dans le Comté de Ventura, à Los Angeles, San Fernando et à Santa Clarita. Quelques scènes ont été réellement tournées à New York.
Pour les scènes de vols de Air Force One, une maquette en résine de l'avion a été réalisée. Les morceaux de la carcasse, visibles dans la scène post-crash, sont 3 sections de coupe provenant d'un ancien appareil, racheté dans une décharge de Tucson dans l'Arizona.
Durant le tournage, Lee Van Cleef souffrait d'une grave blessure au genou, à la suite d'une chute de cheval. Aussi il joua ses quelques scènes de déplacement en boitant un peu et ce, sous le regard attentif de son épouse et de l'équipe.
Selon les plans filmés, Kurt Russell portait un bandeau fermé pour les gros plans et un percé (pour bien voir) pour les plans larges.
La séquence de la bagarre entre Snake et le colosse fût très éprouvant pour Kurt Russell mais aussi pour ses doublures. En effet bien qu'il retint ses coups, le catcheur Ox Baker (en) ne pouvait s'empêcher de causer des bleus à ses partenaires. Par ailleurs, Debra Hill a affirmé que la violence de cette scène a nécessité une sécurité vitale. Aussi lorsque Snake achève son adversaire en le frappant à la nuque avec sa batte, Baker fut protégé par une discrète plaque de bois insérée derrière sa tête.

### Effets visuels
Les projections en 3D « fil de fer » de la ville ne sont pas des animations virtuelles. En effet, faute de moyens pour exploiter des outils informatiques, un modèle réduit de Manhattan fut construit. Sur les arêtes des immeubles et du paysage sont collées des bandes fluorescentes, et l'ensemble est filmé sous lumière noire. Dans son planeur, Plissken regarde donc une vidéo.
James Cameron a participé aux effets spéciaux en réalisant des peintures sur verre pour réaliser des matte-paintings.

### Scène d'introduction coupée
À l'origine, le film devait s'ouvrir par une scène de braquage de banque qui tourne mal, et qui conduit à l'arrestation de Plissken par la police.
La scène fut longtemps considérée comme perdue, jusqu'à ce qu'elle soit retrouvée sur une copie de travail du film entreposée dans une ancienne mine de sel reconvertie en lieu de stockage, vers Hutchinson, au Kansas.
John Carpenter n'a pas souhaité réintégrer cette scène, coupée au montage, après avoir constaté, lors de la projection test, qu'elle introduisait de la confusion et était inutile pour la mise en place du récit. Dans le commentaire audio du film, le réalisateur explique que celle-ci ralentit l'intrigue.

### Bande originale
Albums de John Carpenter
Fog
(1980) Halloween 2
(1981)
La bande originale du film est composée par John Carpenter et Alan Howarth. L'album a été édité en vinyle Milan Records puis par Varèse Sarabande en CD. En 2000, Silva Screen Records édite une version remastérisée.
Toutes les chansons sont écrites et composées par John Carpenter et Alan Howarth, sauf exception notée.
| Original Motion Picture Soundtrack | Original Motion Picture Soundtrack                            | Original Motion Picture Soundtrack | Original Motion Picture Soundtrack | Original Motion Picture Soundtrack | Original Motion Picture Soundtrack | Original Motion Picture Soundtrack | Original Motion Picture Soundtrack | Original Motion Picture Soundtrack | Original Motion Picture Soundtrack |
| No                                 | Titre                                                         | Durée                              |                                    |                                    |                                    |                                    |                                    |                                    |                                    |
| ---------------------------------- | ------------------------------------------------------------- | ---------------------------------- | ---------------------------------- | ---------------------------------- | ---------------------------------- | ---------------------------------- | ---------------------------------- | ---------------------------------- | ---------------------------------- |
| 1.                                 | Main Title                                                    | 3:51                               |                                    |                                    |                                    |                                    |                                    |                                    |                                    |
| 2.                                 | Up the Wall Airforce #1                                       | 2:27                               |                                    |                                    |                                    |                                    |                                    |                                    |                                    |
| 3.                                 | Orientation #2                                                | 1:47                               |                                    |                                    |                                    |                                    |                                    |                                    |                                    |
| 4.                                 | La cathédrale engloutie (Engulfed Cathedral) (Claude Debussy) | 3:32                               |                                    |                                    |                                    |                                    |                                    |                                    |                                    |
| 5.                                 | Back to the Pod / The Crazies Come Out                        | 3:01                               |                                    |                                    |                                    |                                    |                                    |                                    |                                    |
| 6.                                 | Arrival at the Library                                        | 1:05                               |                                    |                                    |                                    |                                    |                                    |                                    |                                    |
| 7.                                 | Everyone's Coming to New York (Nick Castle)                   | 2:52                               |                                    |                                    |                                    |                                    |                                    |                                    |                                    |
| 8.                                 | The Duke Arrives/The Barricades                               | 3:35                               |                                    |                                    |                                    |                                    |                                    |                                    |                                    |
| 9.                                 | Police State/Romero and the President                         | 3:21                               |                                    |                                    |                                    |                                    |                                    |                                    |                                    |
| 10.                                | The President at the Train                                    | 2:53                               |                                    |                                    |                                    |                                    |                                    |                                    |                                    |
| 11.                                | The President Is Gone                                         | 2:30                               |                                    |                                    |                                    |                                    |                                    |                                    |                                    |
| 12.                                | Chase Across the 69th Street Bridge                           | 2:46                               |                                    |                                    |                                    |                                    |                                    |                                    |                                    |
| 13.                                | Over the Wall                                                 | 3:42                               |                                    |                                    |                                    |                                    |                                    |                                    |                                    |
| 37:22                              |                                                               |                                    |                                    |                                    |                                    |                                    |                                    |                                    |                                    |

| Édition remastérisée 2000 | Édition remastérisée 2000                         | Édition remastérisée 2000 | Édition remastérisée 2000 | Édition remastérisée 2000 | Édition remastérisée 2000 | Édition remastérisée 2000 | Édition remastérisée 2000 | Édition remastérisée 2000 | Édition remastérisée 2000 |
| No                        | Titre                                             | Durée                     |                           |                           |                           |                           |                           |                           |                           |
| ------------------------- | ------------------------------------------------- | ------------------------- | ------------------------- | ------------------------- | ------------------------- | ------------------------- | ------------------------- | ------------------------- | ------------------------- |
| 1.                        | Main Title                                        | 3:53                      |                           |                           |                           |                           |                           |                           |                           |
| 2.                        | The Bank Robbery                                  | 3:30                      |                           |                           |                           |                           |                           |                           |                           |
| 3.                        | “Prison Introduction” (dialogue)                  | 0:20                      |                           |                           |                           |                           |                           |                           |                           |
| 4.                        | Over the Wall/Airforce One                        | 2:23                      |                           |                           |                           |                           |                           |                           |                           |
| 5.                        | He's Still Alive/Romero                           | 2:12                      |                           |                           |                           |                           |                           |                           |                           |
| 6.                        | “'Snake' Plissken” (dialogue)                     | 1:41                      |                           |                           |                           |                           |                           |                           |                           |
| 7.                        | Orientation                                       | 1:47                      |                           |                           |                           |                           |                           |                           |                           |
| 8.                        | “Tell Him” (dialogue)                             | 1:46                      |                           |                           |                           |                           |                           |                           |                           |
| 9.                        | Engulfed Cathedral                                | 3:33                      |                           |                           |                           |                           |                           |                           |                           |
| 10.                       | Across the Roof                                   | 1:17                      |                           |                           |                           |                           |                           |                           |                           |
| 11.                       | Descent into New York                             | 3:37                      |                           |                           |                           |                           |                           |                           |                           |
| 12.                       | Back to the Pod – Version #1                      | 1:34                      |                           |                           |                           |                           |                           |                           |                           |
| 13.                       | Everyone's Coming to New York                     | 2:24                      |                           |                           |                           |                           |                           |                           |                           |
| 14.                       | “Don't Go Down There!” (dialogue)                 | 0:19                      |                           |                           |                           |                           |                           |                           |                           |
| 15.                       | Back To The Pod – Version #2/The Crazies Come Out | 2:09                      |                           |                           |                           |                           |                           |                           |                           |
| 16.                       | “I Heard You Were Dead!” (dialogue)               | 0:08                      |                           |                           |                           |                           |                           |                           |                           |
| 17.                       | Arrival at the Library                            | 1:06                      |                           |                           |                           |                           |                           |                           |                           |
| 18.                       | “You Are the Duke of New York” (dialogue)         | 0:16                      |                           |                           |                           |                           |                           |                           |                           |
| 19.                       | The Duke Arrives/Barricade                        | 3:35                      |                           |                           |                           |                           |                           |                           |                           |
| 20.                       | President at the Train                            | 2:28                      |                           |                           |                           |                           |                           |                           |                           |
| 21.                       | “Who Are You?” (dialogue)                         | 0:27                      |                           |                           |                           |                           |                           |                           |                           |
| 22.                       | Police Action                                     | 2:27                      |                           |                           |                           |                           |                           |                           |                           |
| 23.                       | Romero and the President                          | 1:43                      |                           |                           |                           |                           |                           |                           |                           |
| 24.                       | The President Is Gone                             | 1:53                      |                           |                           |                           |                           |                           |                           |                           |
| 25.                       | 69th Street Bridge                                | 2:44                      |                           |                           |                           |                           |                           |                           |                           |
| 26.                       | Over the Wall                                     | 3:42                      |                           |                           |                           |                           |                           |                           |                           |
| 27.                       | “The Name Is Plissken” (dialogue)                 | 0:25                      |                           |                           |                           |                           |                           |                           |                           |
| 28.                       | Snake Shake                                       | 3:58                      |                           |                           |                           |                           |                           |                           |                           |
| 57:17                     |                                                   |                           |                           |                           |                           |                           |                           |                           |                           |

## Accueil

### Critique
New York 1997 reçoit un accueil critique globalement positif. Sur le site agrégateur de critiques Rotten Tomatoes, le film obtient un score de 86 % d'avis favorables, sur la base de 64 critiques collectés et une note moyenne de 7,20/10 ; le consensus du site indique : 

« Mettant en vedette une métropole futuriste à l’atmosphère crasseuse, [New York 1997] est un divertissant fouillis d'action et d'étranges bizarreries. »

Sur Metacritic, le film obtient une note moyenne pondérée de 76 sur 100, sur la base de 12 critiques collectés ; le consensus du site indique : « Avis généralement favorables. »
Pour Vincent Canby du New York Times, le film est l'un « des meilleurs films de fuite et d'évasion de la saison ». Pour le critique de Newsweek, le réalisateur John Carpenter « a fait un travail propre, mais se contente de trop peu. Cependant, il utilise bien Russell. » Richard Corliss, du Time indique que le réalisateur avec ce film « offre aux cinéphiles une occasion rare pour échapper à la torpeur de l'air conditionné […] Cette excursion vaut la peine. »
Le magazine Empire a classé le personnage de Snake Plissken au 71e rang de sa liste des 100 Meilleurs personnages de films.

### Box-office
Tourné avec un budget de 6 millions de dollars, New York 1997 a rapporté un total de 25,2 millions de dollars de recettes aux États-Unis, devenant la 31e meilleure recette au box-office de l'année 1981. Le succès commercial américain s'étend également en France, où le film franchit le cap du million d'entrées (1,27 million d'entrées), permettant à John Carpenter d'obtenir son meilleur score sur le territoire français.

## Distinctions
Lors des Saturn Awards 1982 décernés par l'Académie des films de science-fiction, fantastique et horreur, le film est nommé dans les catégories suivantes : 
- Saturn Award du meilleur film de science-fiction
- Saturn Award de la meilleure réalisation pour John Carpenter
- Saturn Award des meilleurs costumes pour Stephen Loomis
- Saturn Award du meilleur maquillage pour Ken Chase

Le film obtient par ailleurs deux nominations aux Jupiter Awards : meilleur film étranger et meilleur acteur étrange pour Kurt Russell.

## Commentaires

### Erreurs et incohérences
Le film comporte un certain nombre d'erreurs et de faux raccords :
- Sur l'affiche du film, la tête décapitée de la statue de la Liberté se retrouve dans une rue de Manhattan. Dans le film, Liberty Island fait partie intégrante du dispositif de contrôle de la prison et la statue est indemne.
- L'avion présidentiel Air Force One change à travers les scènes : avant le crash, l'appareil semble être un mélange entre un Boeing 707 et un Douglas DC-9 ; plus tard, sur les écrans du Liberty Island Security Control, la version graphique de l'avion a la forme d'un Boeing 737 ; enfin, après le crash, l'épave fait penser à un modèle Convair 240.
- Au moment où le président se prépare à s'échapper avec sa capsule de sauvetage, un plan extérieur montre un garde de la police suivre des yeux la descente de l'avion présidentiel. On peut constater que son regard n'est pas synchrone avec le passage de l'avion.
- Au moment où Hauk inspecte la capsule vide du président, on peut apercevoir un halo de lumière orangé en arc de cercle, causé par un mauvais reflet du feu crépitant à côté.
- Les temps exprimés ou affichés sur le compte à rebours ne sont pas toujours cohérents : par exemple, Bob Hauk donne 22 h à Snake pour réaliser sa mission, mais la montre qu'il lui donne commence à 23 h ; plus tard, Snake vole en planeur pendant environ 45 minutes ce qui semble beaucoup.
- Un plan montre Snake avancer seul dans une rue. Tandis que la caméra suit Kurt Russell, un des photographes du tournage passe devant l'objectif.
- Lors de la poursuite de Snake par des voyous dans un bâtiment abandonné, on peut apercevoir l'œil intact de Kurt Russell car son bandeau est mal ajusté. Peu après, Snake envoie une rafale de mitraillette dans un mur pour pouvoir le traverser. Au moment où Snake passe, le mur se révèle d'une épaisseur mineure.
- En sortant de la bibliothèque, Brain parle des services qu'il rend au Duc et parle à Snake de lui faire passer le pont de la 60e rue. Plus tard, lors du discours du Duc avant le combat, il est question de la 69e rue.
- Lorsqu'un voyou envoie une flèche dans la jambe de Snake, ce dernier lui lance un couteau en plein front. À peine la lame est enfoncée que l'homme apparaît déjà bien ensanglanté.
- Sur le ring, Snake achève son adversaire colossal en le frappant à l'arrière de la tête avec la batte épineuse. Au changement de plan, ce dernier tombe sur les cordes, les mains disposées côté intérieur des cordages, et la batte réapparaît dans la main de Snake. Peu après sur un plan large, la batte est de nouveau plantée dans la tête du colosse et les mains de celui-ci se trouvent par-dessus les cordages.
- Lorsque Snake et ses camarades embarquent dans un ascenseur pour prendre la fuite, on peut apercevoir les doigts du technicien chargé de fermer la porte.
- Maggie tire sept coups de feu sur la voiture du Duc, alors que le barillet de son Smith & Wesson Model 67 (en) ne contient que six balles.
- Lorsque Snake regarde ses dernières secondes de survie, il pose sa main droite sur sa montre. Sur le gros plan du cadran, la main droite n'apparaît pas alors qu'elle est de nouveau à la même place sur le plan suivant.
- Lorsqu'un adjoint du président insère la cassette dans le lecteur, les inscriptions de l'appareil apparaissent disposées à l'envers.

### Suite et projet deremake
Kurt Russell reprendra le rôle de Snake Plissken dans Los Angeles 2013 (Escape from L.A., 1996) de John Carpenter. Ce dernier et Kurt Russell ayant eu l'idée de cette suite en réalisant un commentaire audio pour la sortie en DVD de New York 1997.
Une suite, intitulée Escape from the Earth (« Échappé de la Terre » en français) a été envisagée dans les années 2000 avec probablement un autre acteur. De la « matière noire » libérée sur Terre aurait transformé 99 % de la population en zombies ; Snake serait alors obligé de s'enfuir de la planète. Des rumeurs attesteront que le scénario de Ghosts of Mars, réalisé par John Carpenter et sorti en 2001, était intialement celui d'un projet de suite,. Cependant, cela sera contredit par la productrice Sandy King Carpenter.
Un remake du film original a également été évoqué à plusieurs reprises depuis 2007 : les producteurs auraient envisagé pour le rôle principal Gerard Butler, Josh Brolin, Jeremy Renner, Jason Statham et Tom Hardy.
En avril 2010, Variety annonce que Breck Eisner va réaliser le remake, d'après un script de David Kajganich et Allan Loeb, avant que New Line abandonne le projet l'année suivante. En janvier 2015, 20th Century Fox rachètent les droits et développe le film avec la société The Picture Company (en). En mars 2017, Robert Rodriguez est annoncé à la réalisation avec John Carpenter comme producteur. En février 2019, Leigh Whannell est annoncé à l'écriture du scénario, alors que Neil Cross venait d'en écrire une version. Wyatt Russell est alors évoqué pour reprendre le rôle tenu par son père Kurt. Le jeune acteur déclare alors qu'il ne veut pas incarner Snake car cela serait un « suicide de carrière . »
En novembre 2022, le collectif de réalisateurs Radio Silence Productions est annoncé à la réalisation et à la production. John Carpenter doit alors officier comme producteur délégué. Le studio annonce alors chercher un scénariste. Il est précisé peu après qu'il s'agira d'une suite et non d'un remake ou un reboot.

### Plagiat
Le film franco-américain Lock Out (2012), réalisé par James Mather et Stephen St. Leger, a été reconnu par les tribunaux français comme un plagiat de New York 1997,,.

### Dans la culture populaire
Le morceau « Je me souviens » de MC Solaar commence par la phrase : « On est à New York en 1997, je pense à John Carpenter, à son héros Snake ».
Dans la série de jeux vidéo Metal Gear, le personnage Solid Snake est un hommage au film,. On trouve d'autres références, comme un faux nom qu'il utilise, Pliskin, et le personnage de Big Boss qui lui ressemble, étant borgne et portant un bandeau sur son œil. Par ailleurs, le timbre de voix qu'emploie l'acteur David Hayter pour doubler Solid Snake dans le jeu est similaire à celui de Kurt Russell dans le film. On retrouve aussi le personnage de Snake Plissken dans le jeu vidéo Broforce sous le nom de « Snake Broskin ».
Selon la journaliste Isabelle Regnier, le film sorti en 1981 et se déroulant à New York en 1997, « prend une résonance particulière depuis les attentats du 11 septembre 2001 », étant donné qu'il existe des similitudes entre l'œuvre et l'événement historique. En effet, dans la fiction comme dans la réalité, un groupe terroriste précipite un avion (deux dans les faits) dans un building de la ville américaine. En outre, si le World Trade Center n'est pas le bâtiment pris pour cible dans le film, celui-ci y est important, puisque le héros se pose sur son toit en planeur et projette — finalement infructueusement — de s'évader de la ville par ce même moyen.